# 인천대공원
인천대공원(仁川大公園, Incheon Grand Park)은 대한민국 인천광역시에 있는 공원 및 스포츠 시설이다. 1992년에 조성되었으며, 인천에서 가장 큰 근린공원이고 연간 400만 명이 방문한다.

## 개요
수목원, 조각정원, 썰매장, 숲체험원, 캠핑장, 풋살장, 농구장, 축구장, 궁도장, 반려견 놀이터, 자전거광장, 목재문화체험장, 인라인스케이트장, 어린이놀이터 등의 시설이 있다.
2008년에 입장료를 징수했다가 주민들의 반대로 2010년에 입장료를 폐지했다.
2025년 인천대공원의 오래된 정문을 정리하고, 입구에 횡단보도 및 통행이 편리하도록 개선되었다. 기존 공원안내소/의료실은 그대로 위치하였다.

### 주요시설
- 동물원: 2001년 개원
- 환경미래관: 2007년에 개관, 환경 오염의 심각성과 이를 극복할 수 있는 방안 알림[7]
- 수목원: 2008년 개원[5] 나무백가지원, 침엽수원, 활엽수원, 소나무원, 목재문화체험관
- 진달래피는개울숲 : 산림치유센터
- 조각원
- 연못휴게소
- 어울큰마당
- 향토식물원
- 계류연못원
- 모란작약원
- 허브원
- 자연생태원
- 암석원
- 도시가로수원
- 론볼경기장
- 수석공원
- 시민의숲
- 소래산버섯농장
- 습지원
- 억세원
- 어린이동물원

### 출입구 및 주차장
- 정문 주차장 방문 시 정문 측 주차장의 경우 2곳가 존재한다. 남동구 무네미로로 들어오는 정문측 상단과 하단의 큰 주차장이 존재한다.
- 남문 및 주차 벚꽃 개화 시기에는 수인로의 양방향에 세워두거나 인천대공원역의 주차장을 이용한다. 보통은 인천대공원역을 통해서 도보로 방문한다. 늦은 오후인경우 LED조명이 남문 정문부터 켜진다.
- 후문주차장 남동구 만의골로 측면으로 입장하는 후문의 경우에도 주차장이 존재하지만 협소하여 수도권제1순환고속도로가 지나가는 아래의 공영주차장에 주차해야 한다.

도보 또는 산책 및 운동을 하기 위해 방문하는 경우 정문주차장을 선택하는 경우가 많고, 캠핑 및 텐트를 치는 방문객인 경우 후문을 택한다. 잠시 들리는 경우라면 남문 주차장을 이용하여 아이들과 함께 어린이 동물원(남문과 가까운 시설)을 방문하는 경우가 있다.
- 장자복로 샛길 장자복로에서 도보로 입장할 수 있는 깨알 샛길이 존재한다. 입장 시 벚꽃길이 바로 나온다.

## 사진

### 정문측 시설물 (무네미로)

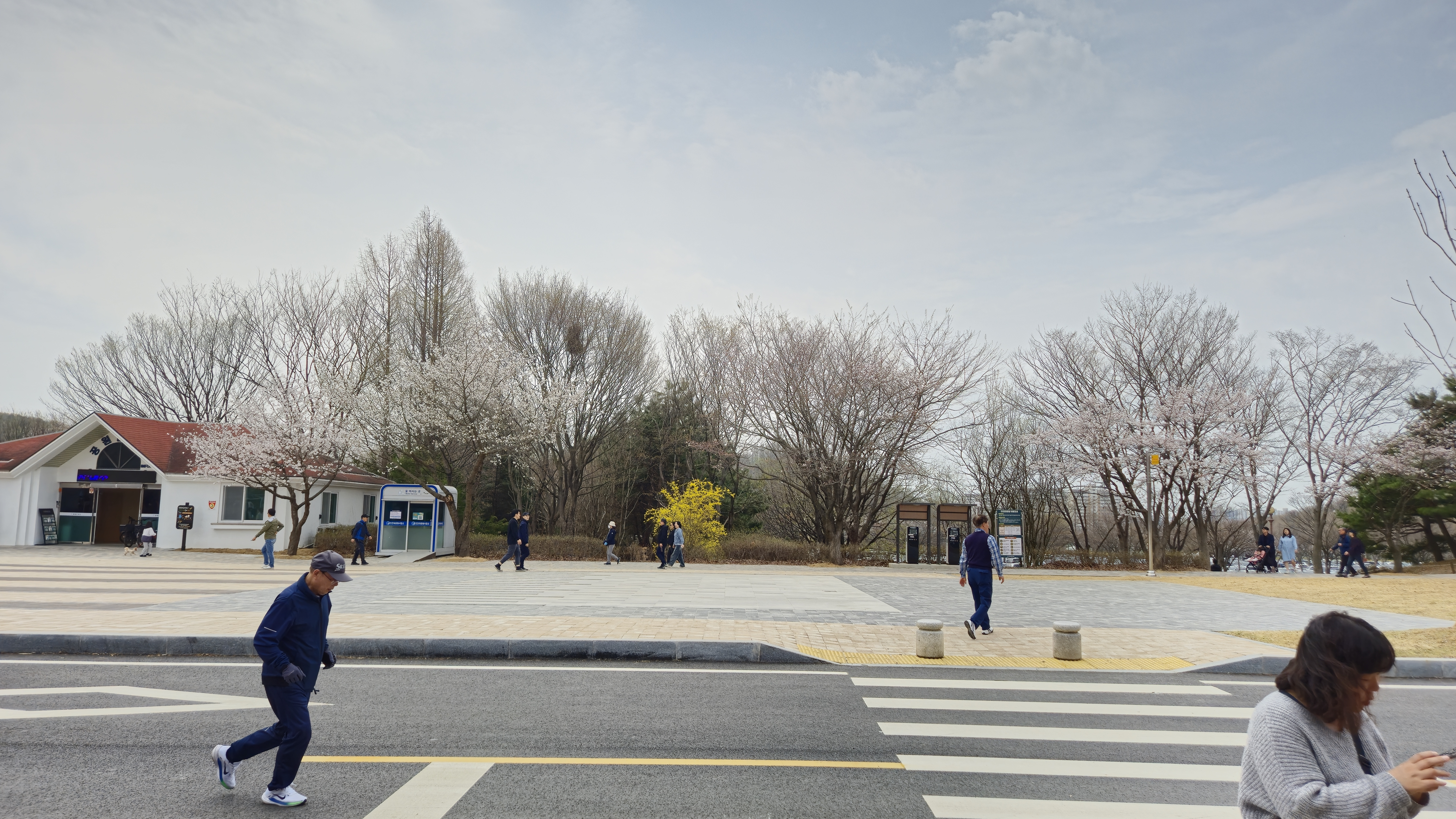
2025년 인천대공원 주차장측(정문)
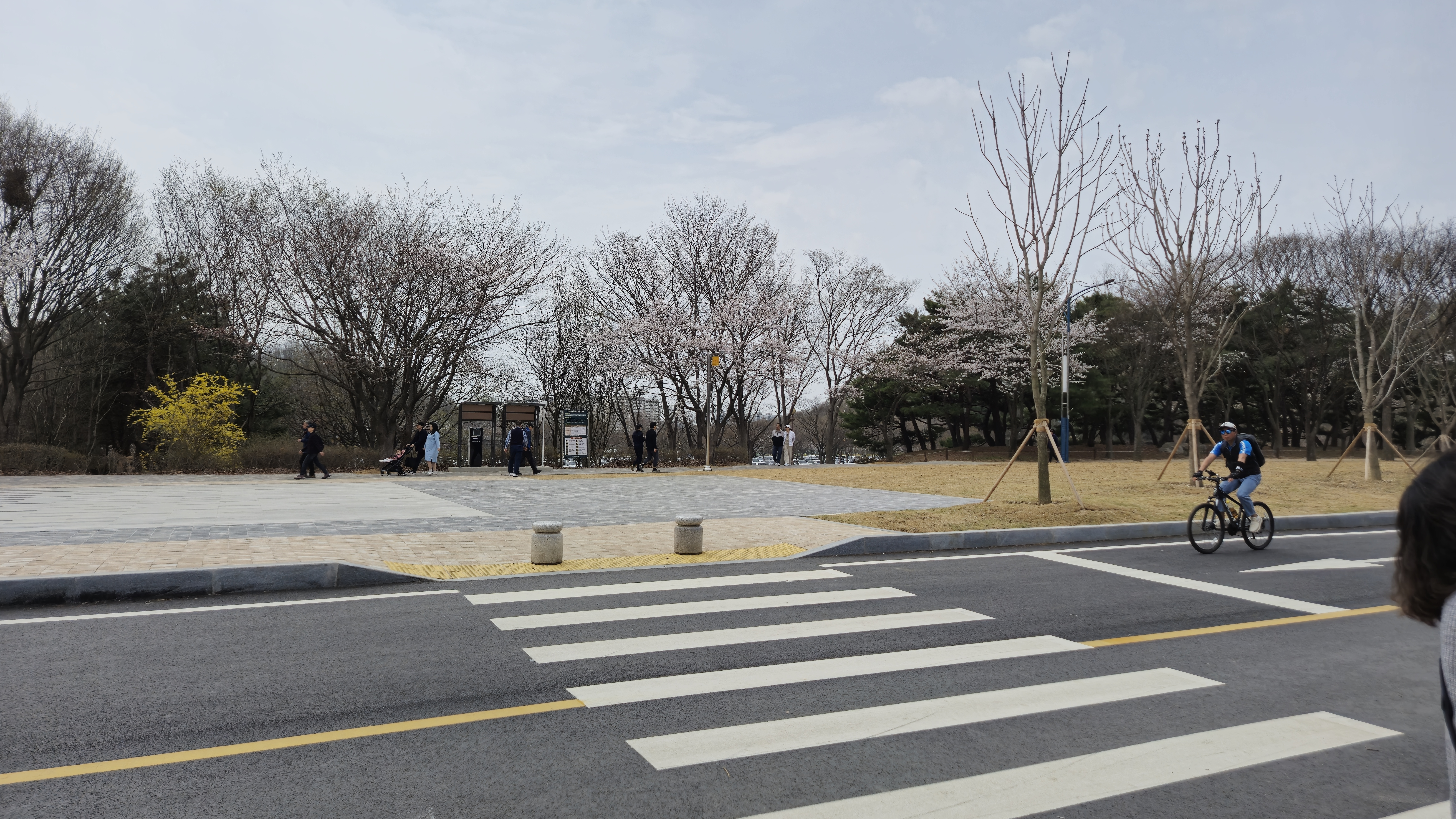
인천대공원 정문 정리 이후 횡단보도
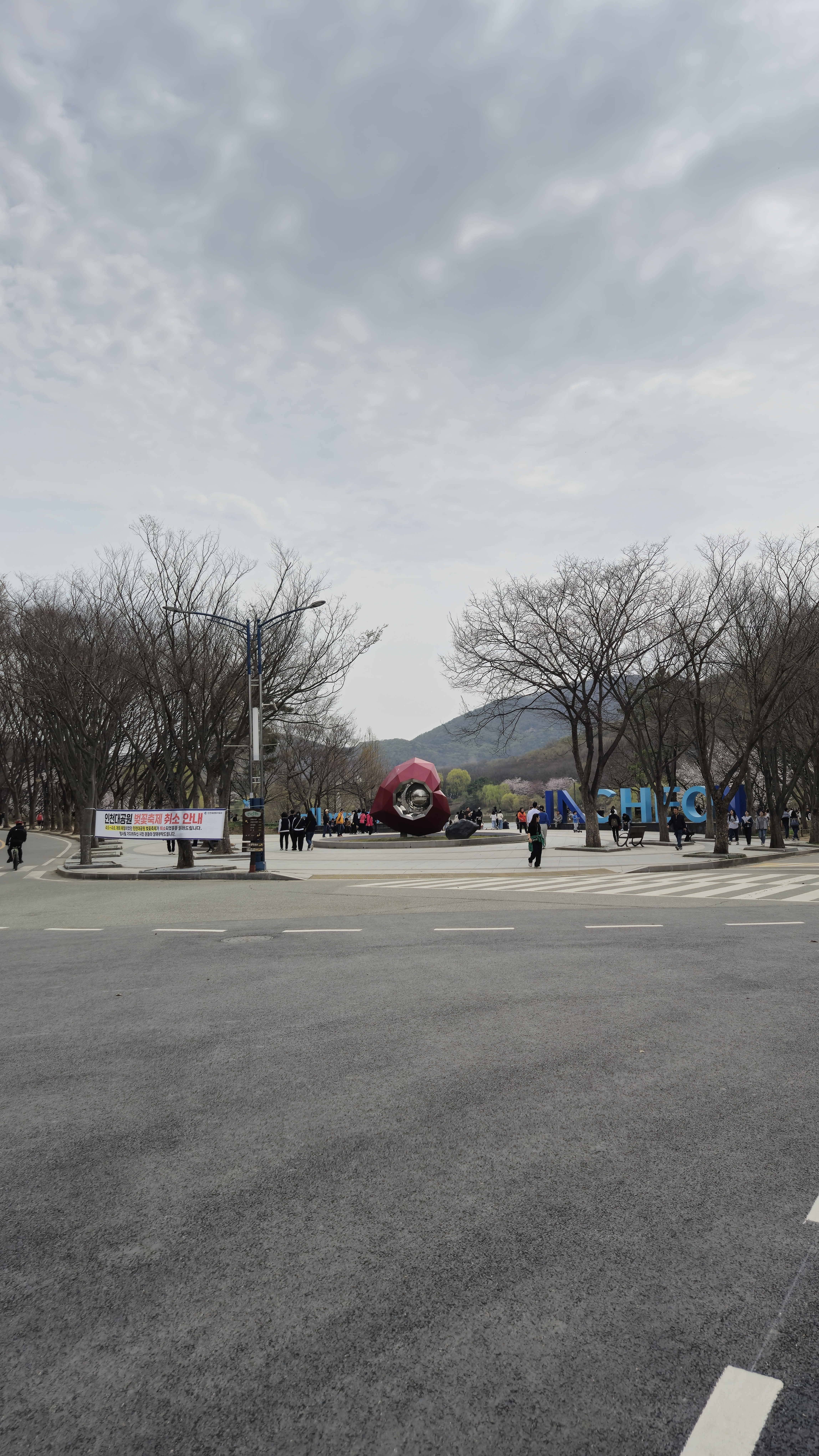
인천대공원 중앙 조형물
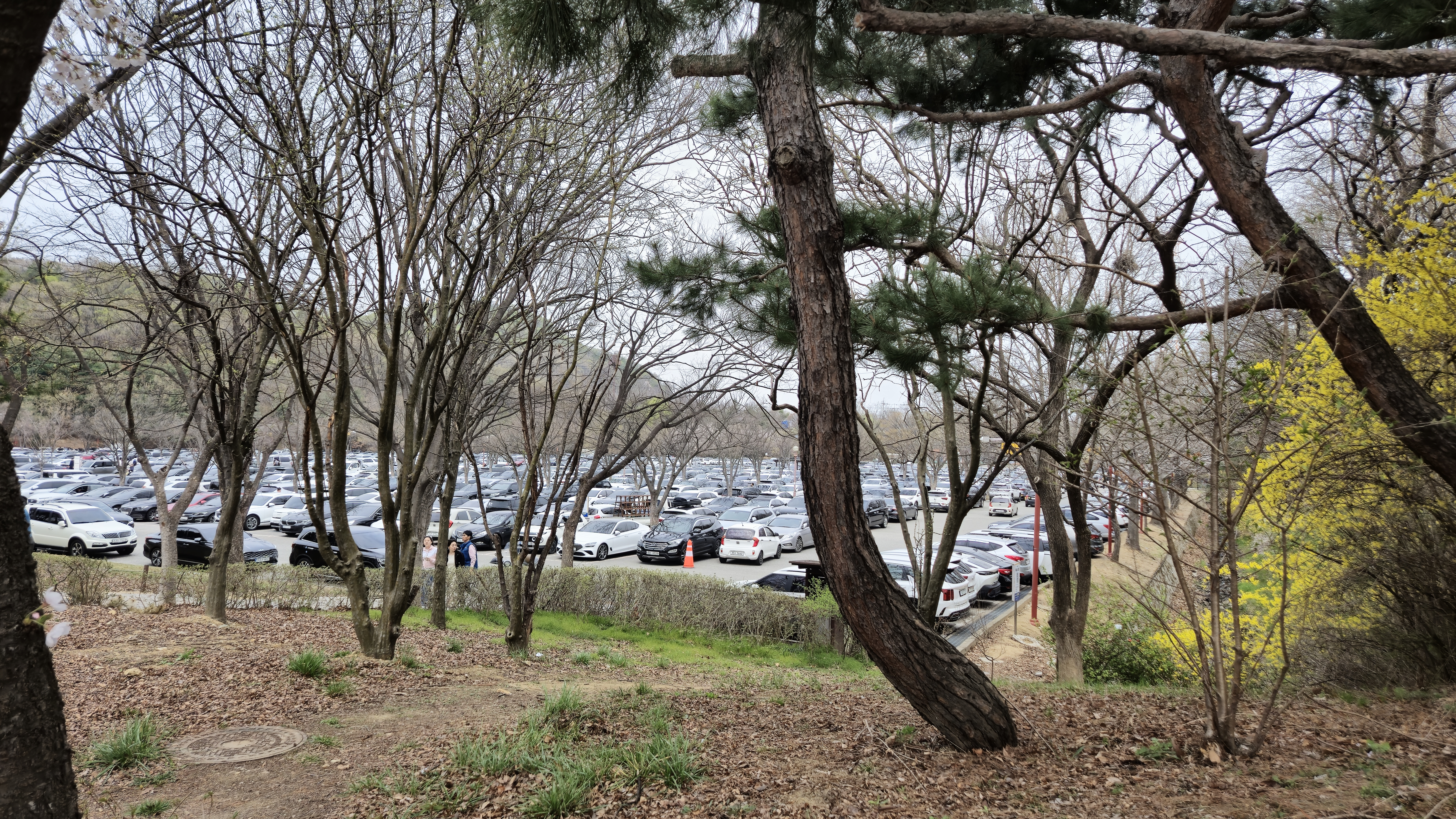
인천대공원 주차장
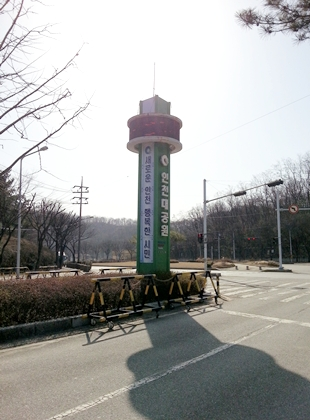
과거 타워
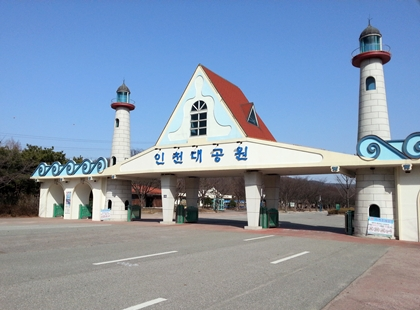
정문(2024년까지, 2025년 철거)

### 남문측 시설물 (수인로)

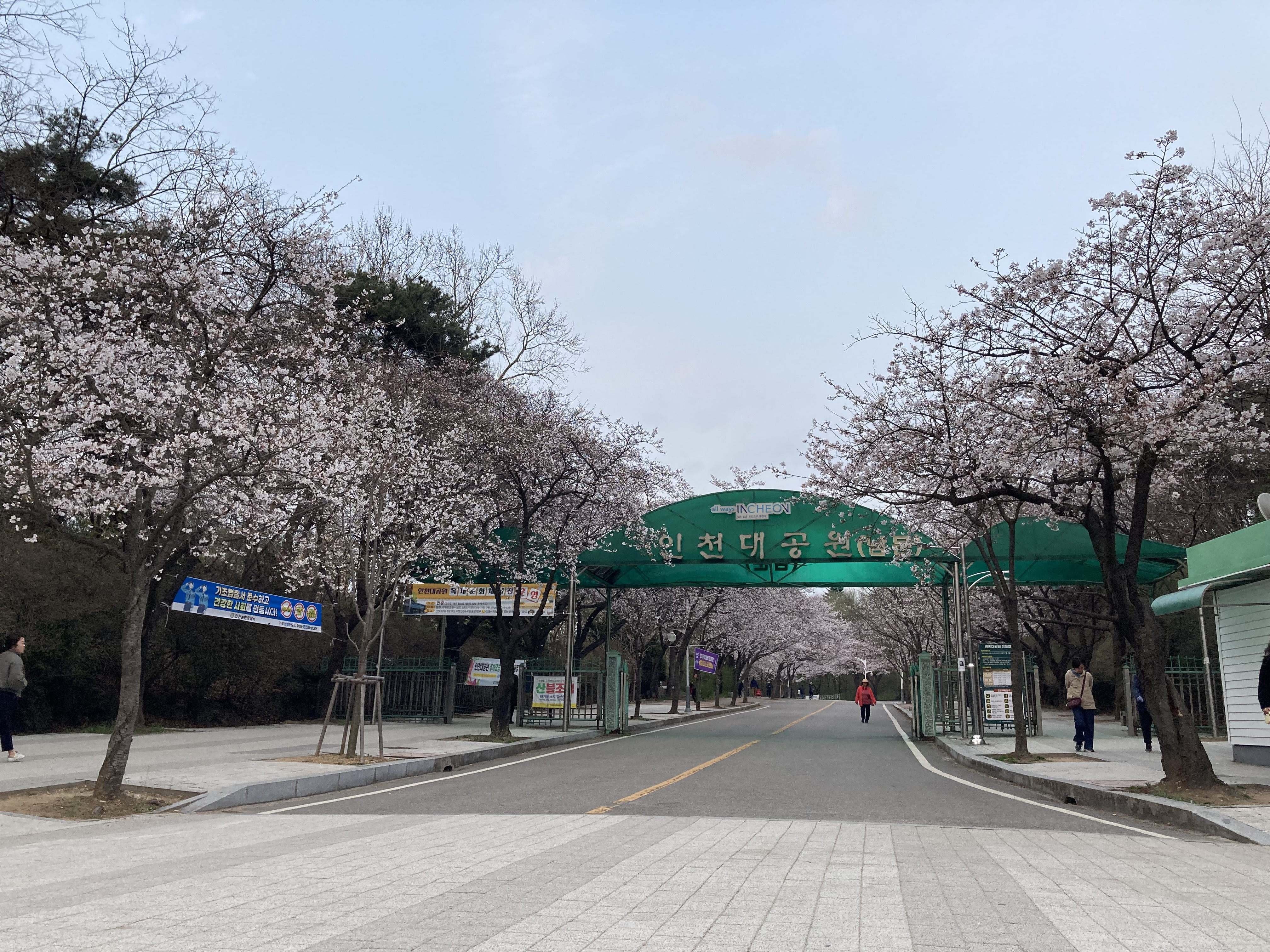
남문 전경
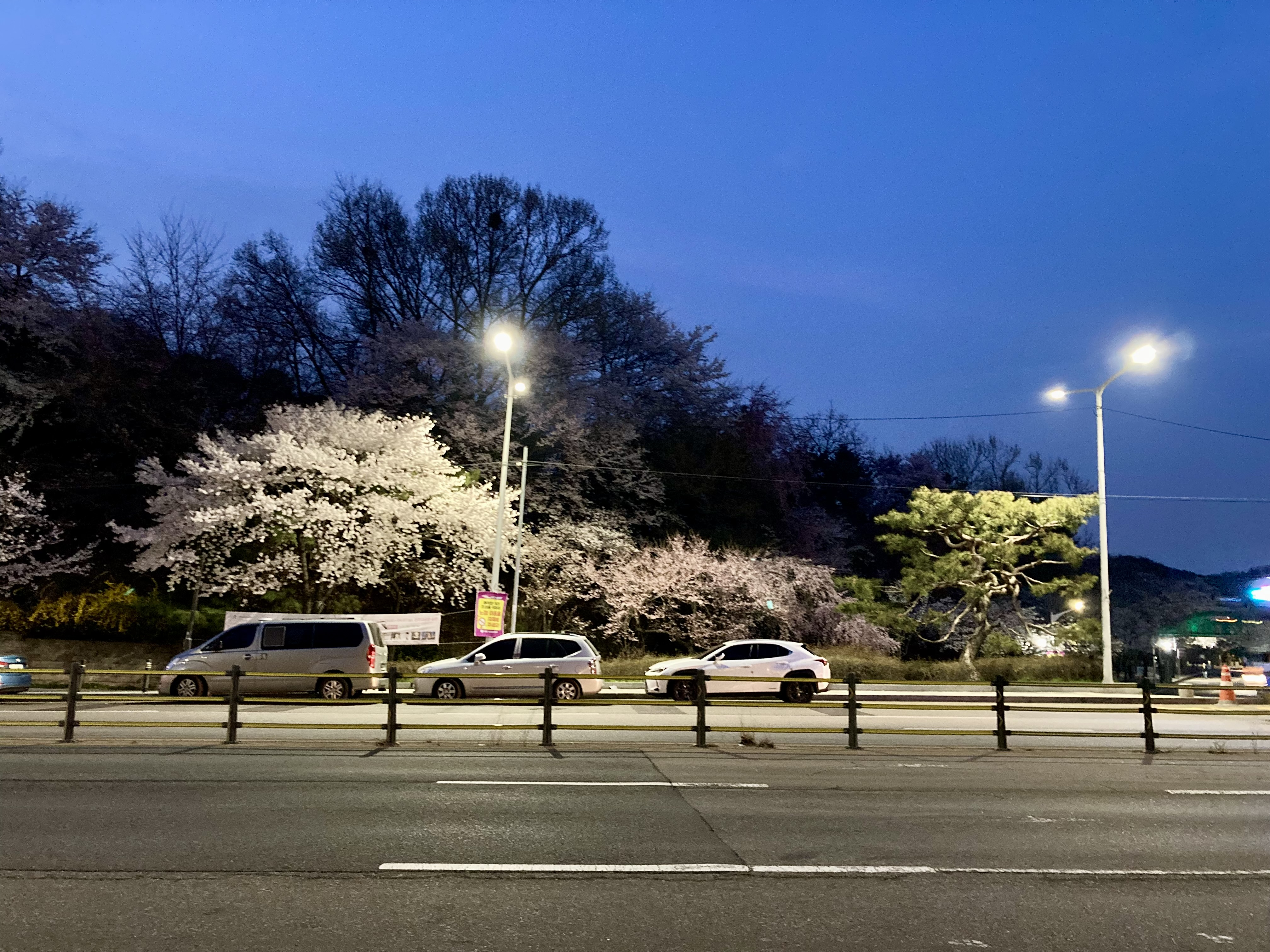
남문 버스정류소
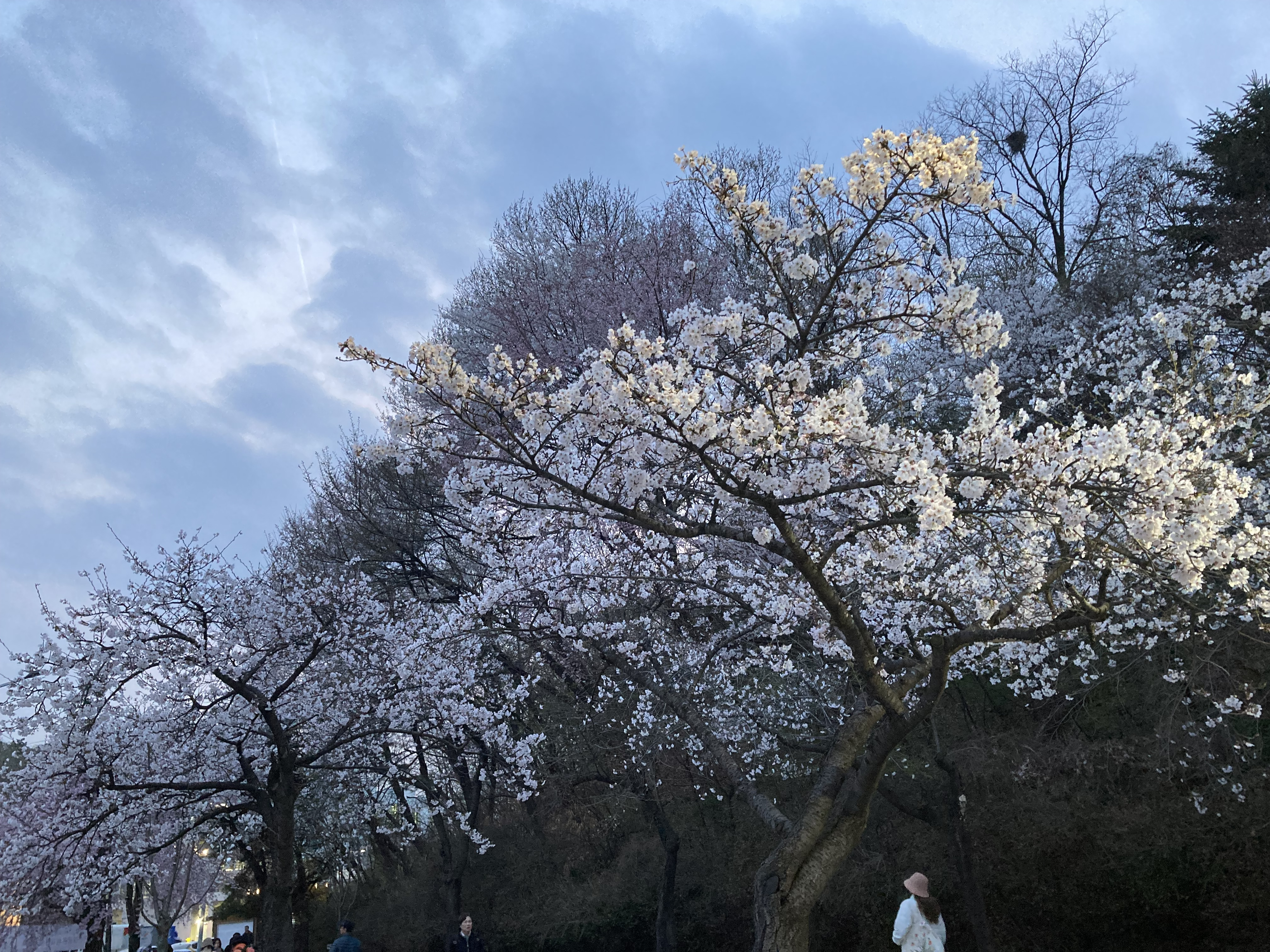
남문 벚꽃(야간)
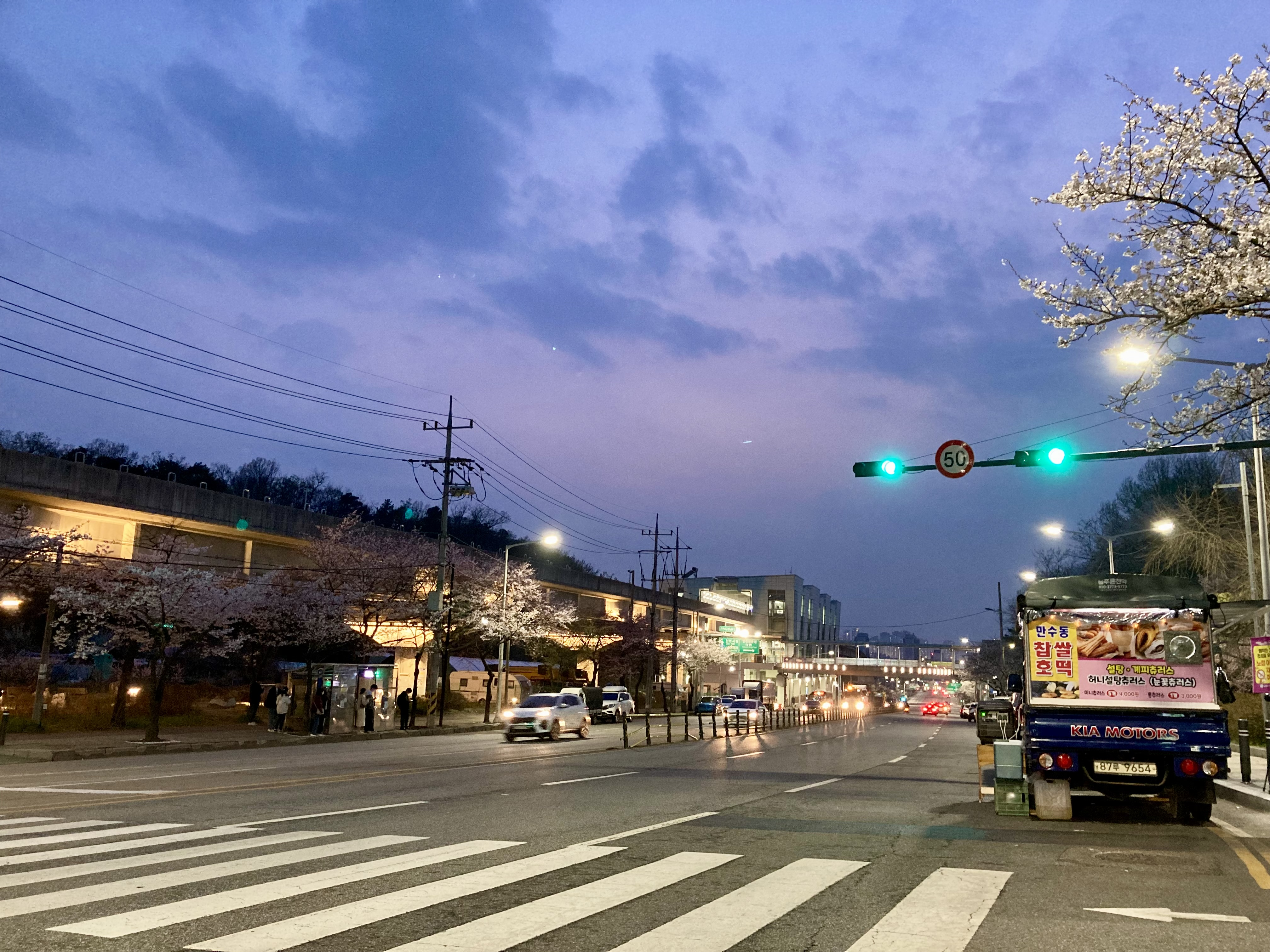
남문 인천대공원역(야경)

### 후문측 시설물 (만의골로)

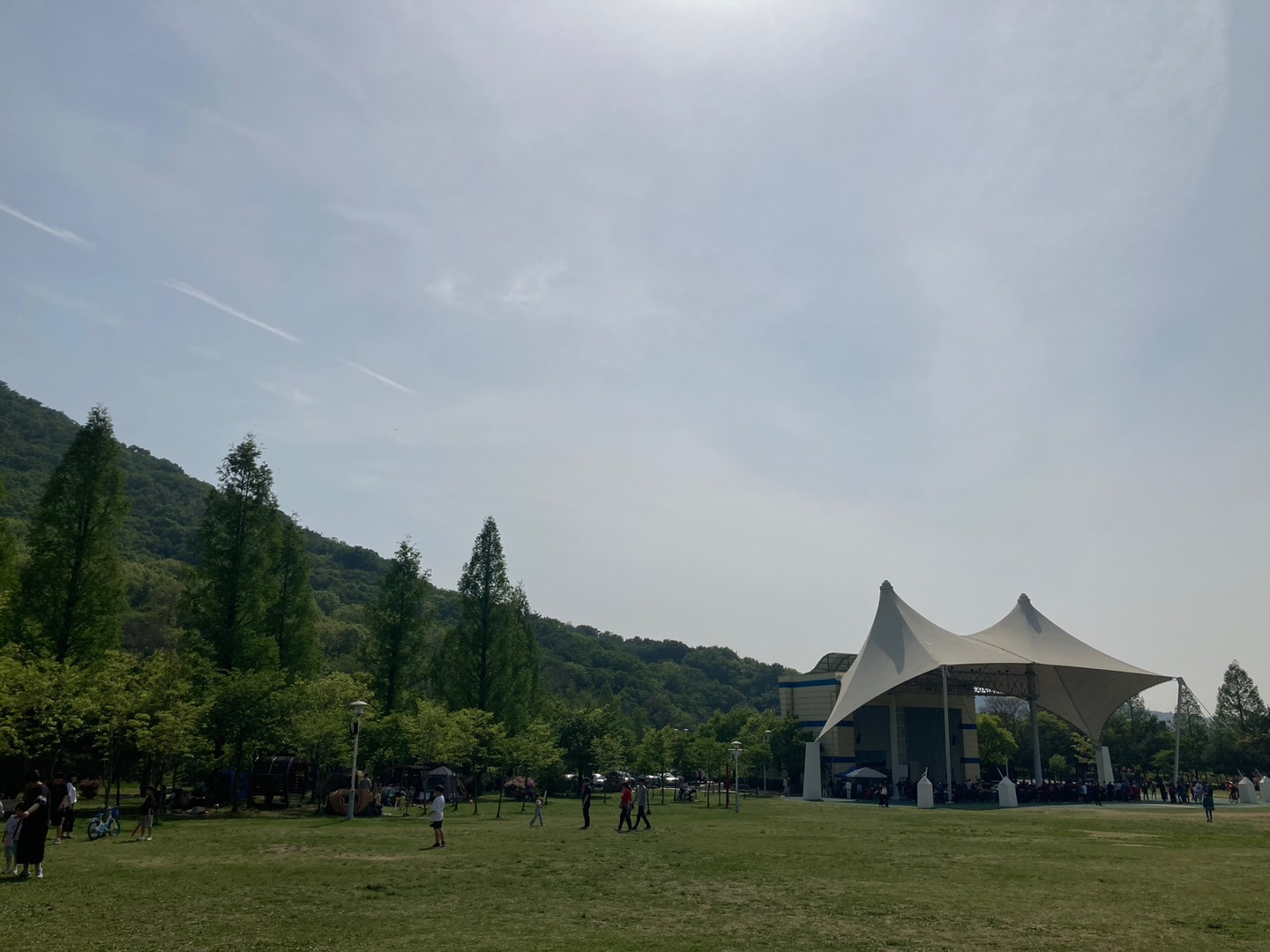
어울광장
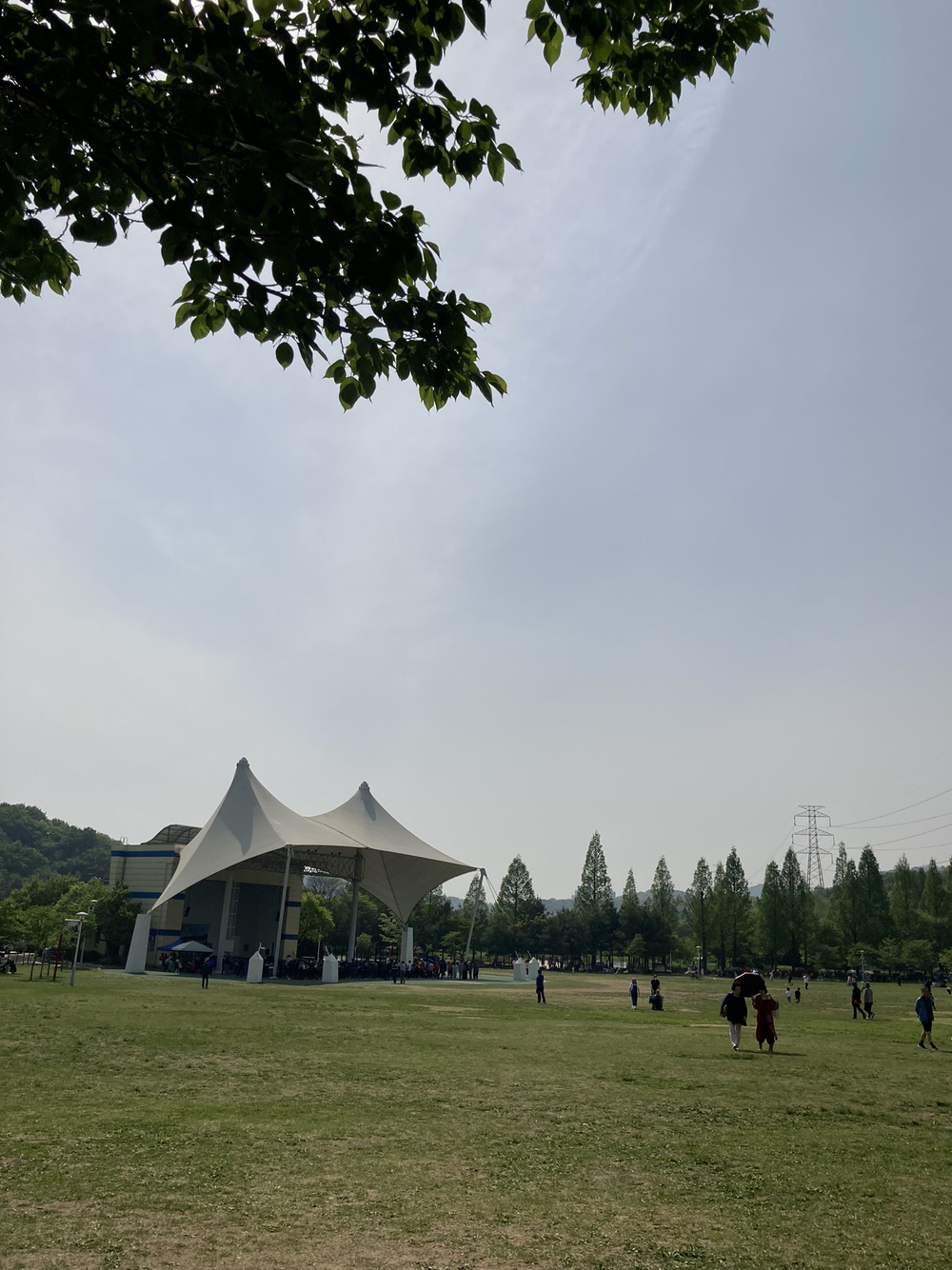
어울광장 콘서트장
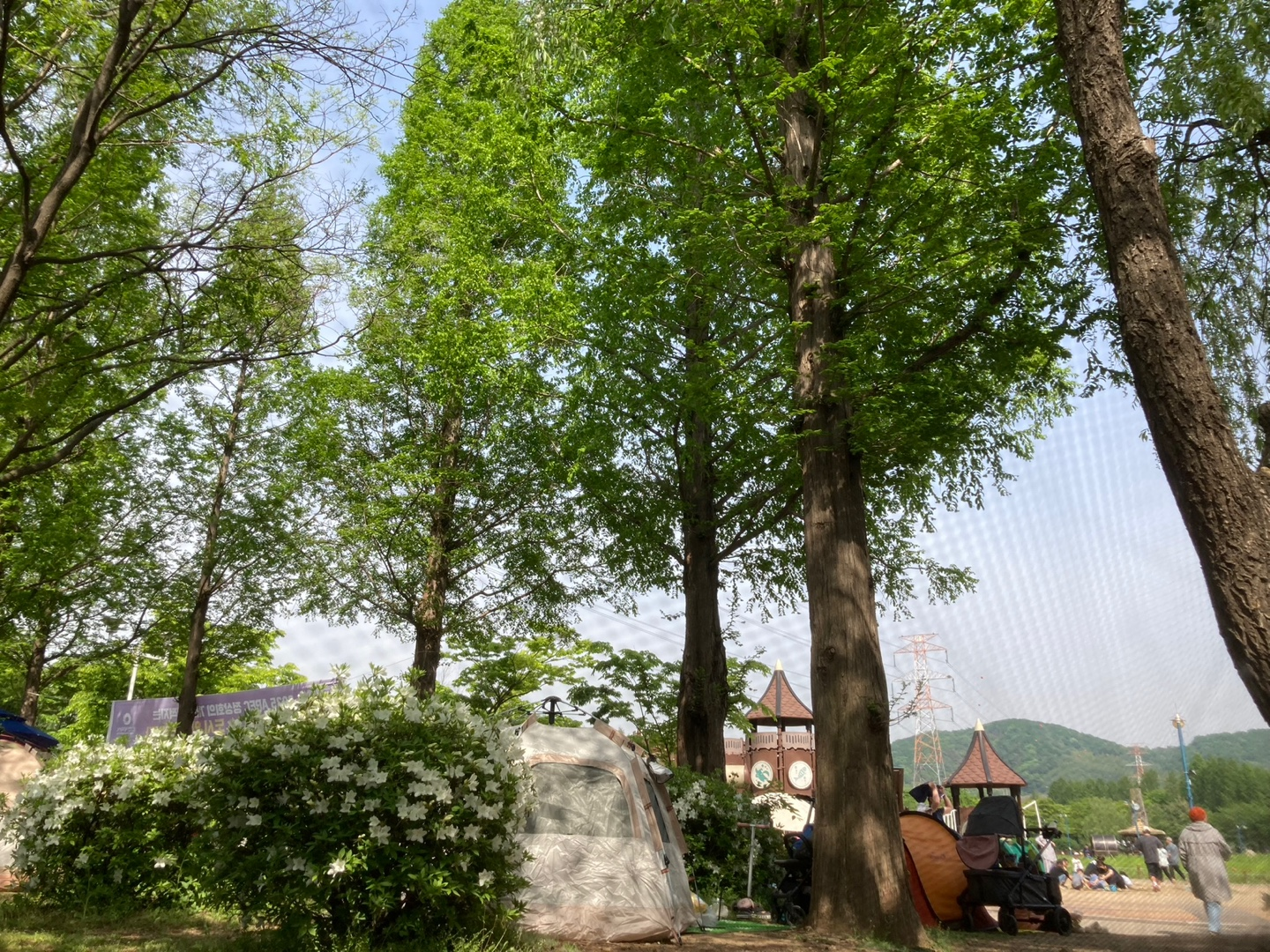
캠핑장
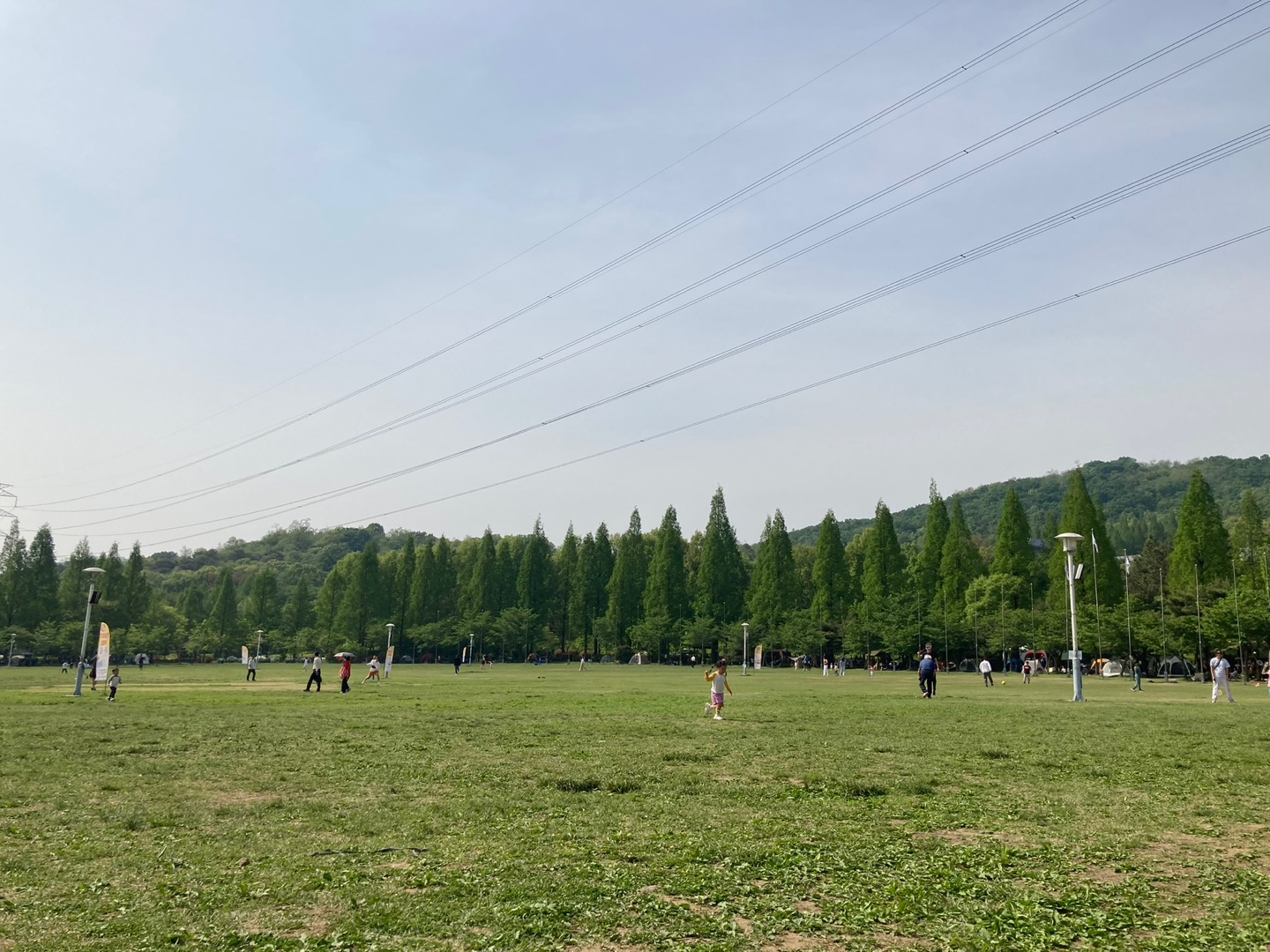
어울광장 여름사진
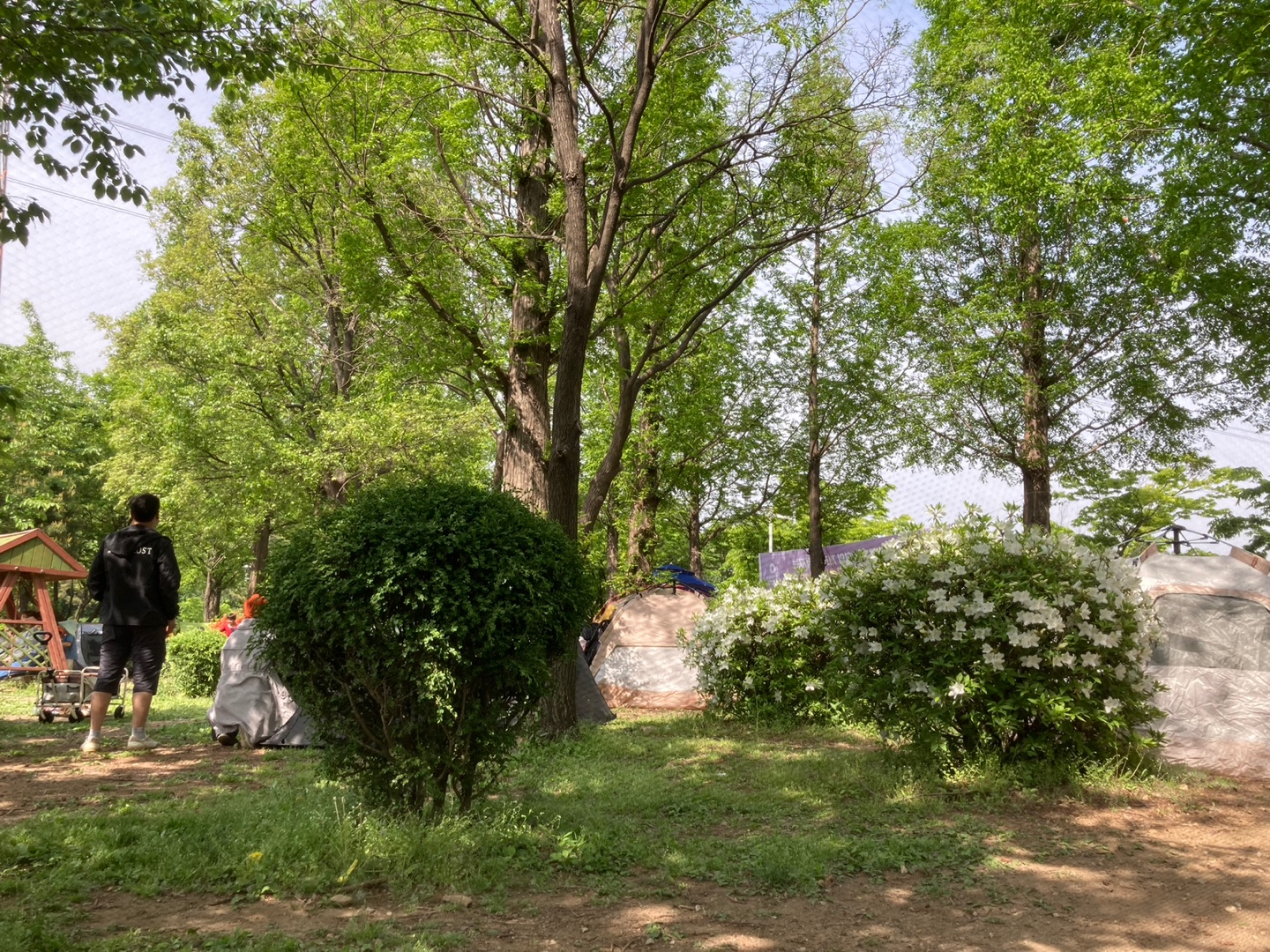
어울광장 캠핑쉼터
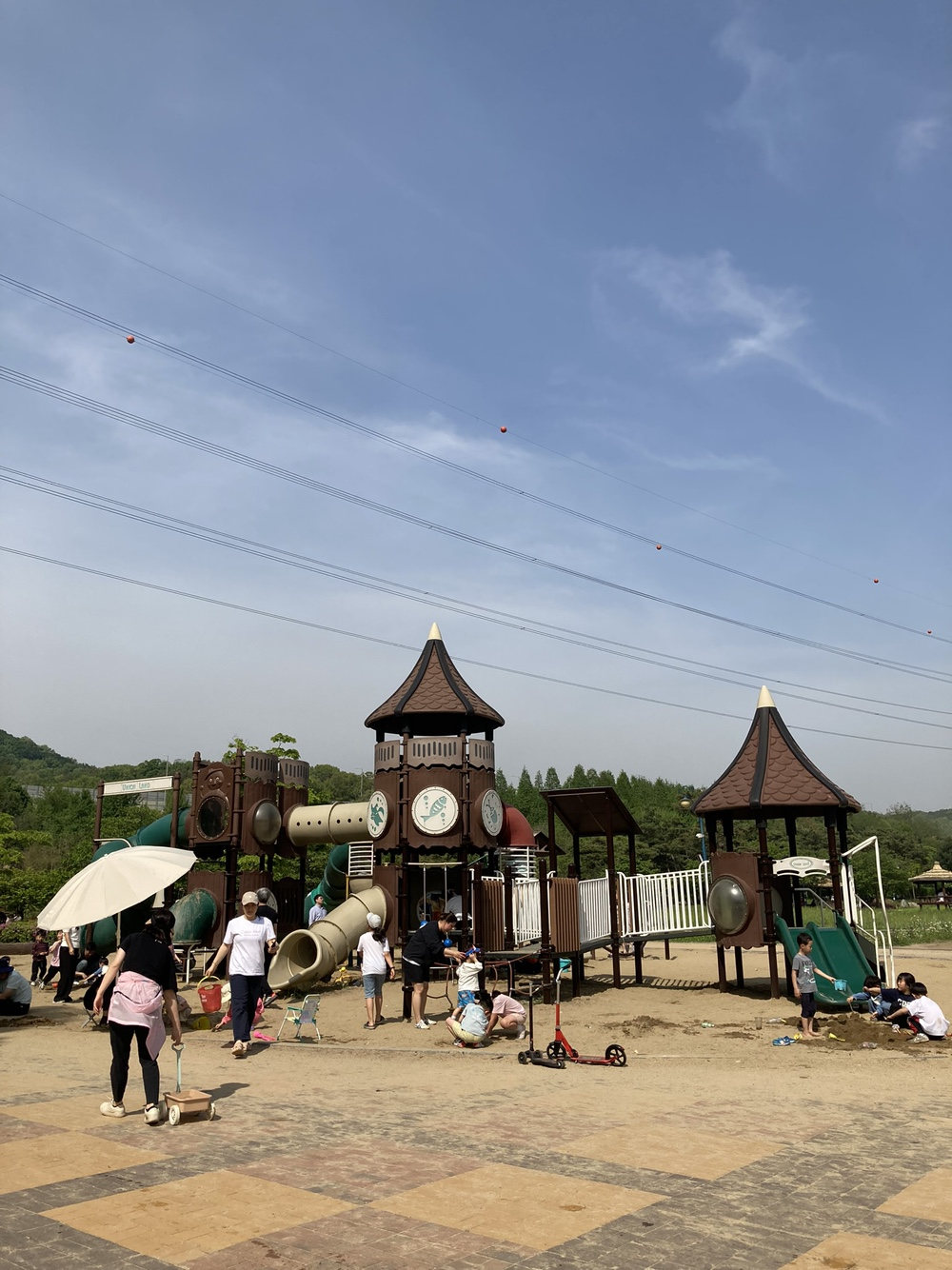
어울광장 놀이터

### 공원 내 시설물

환경미래관
환경미래관 뒤에 있는 정원
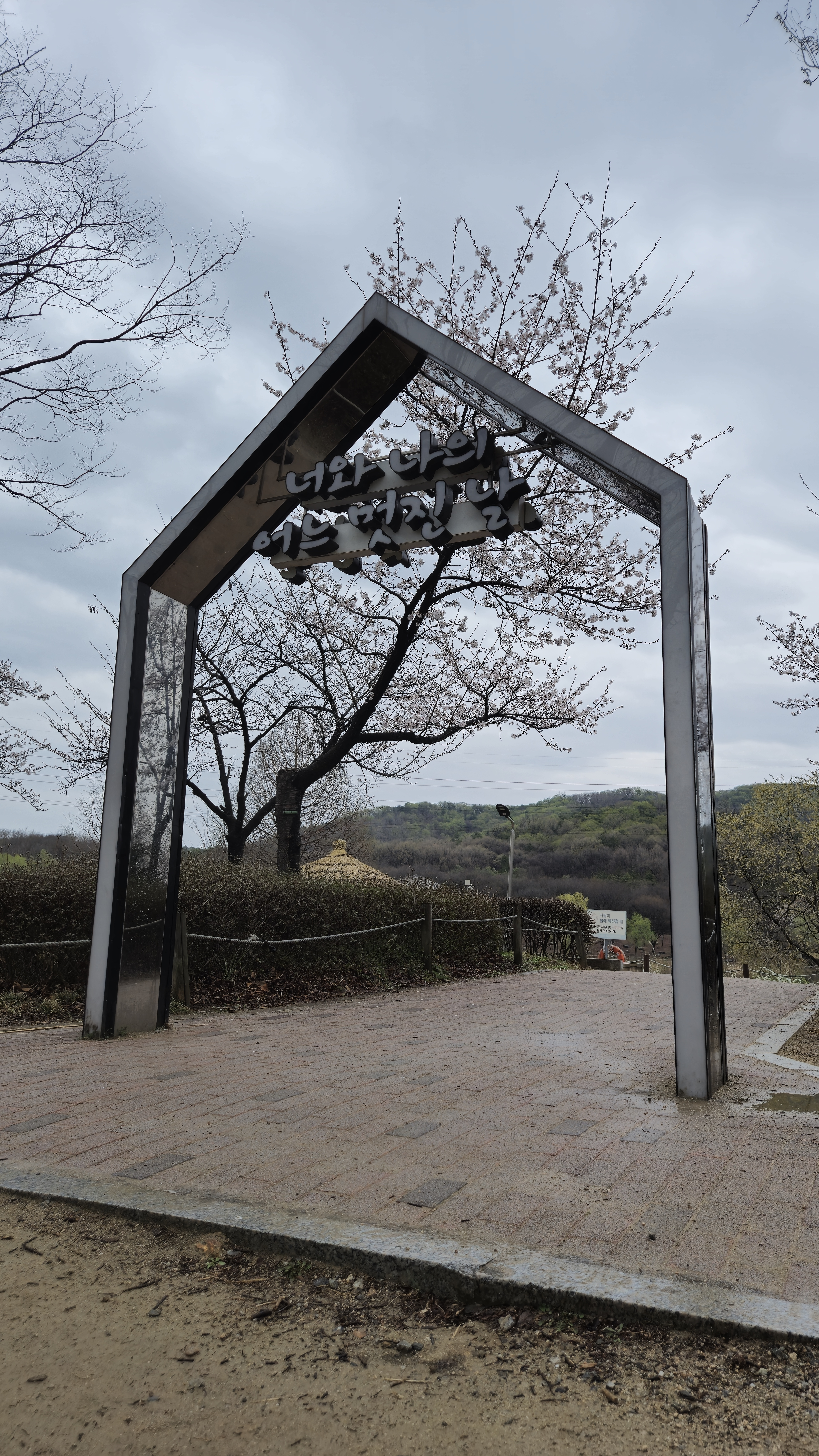
인천대공원 조형물
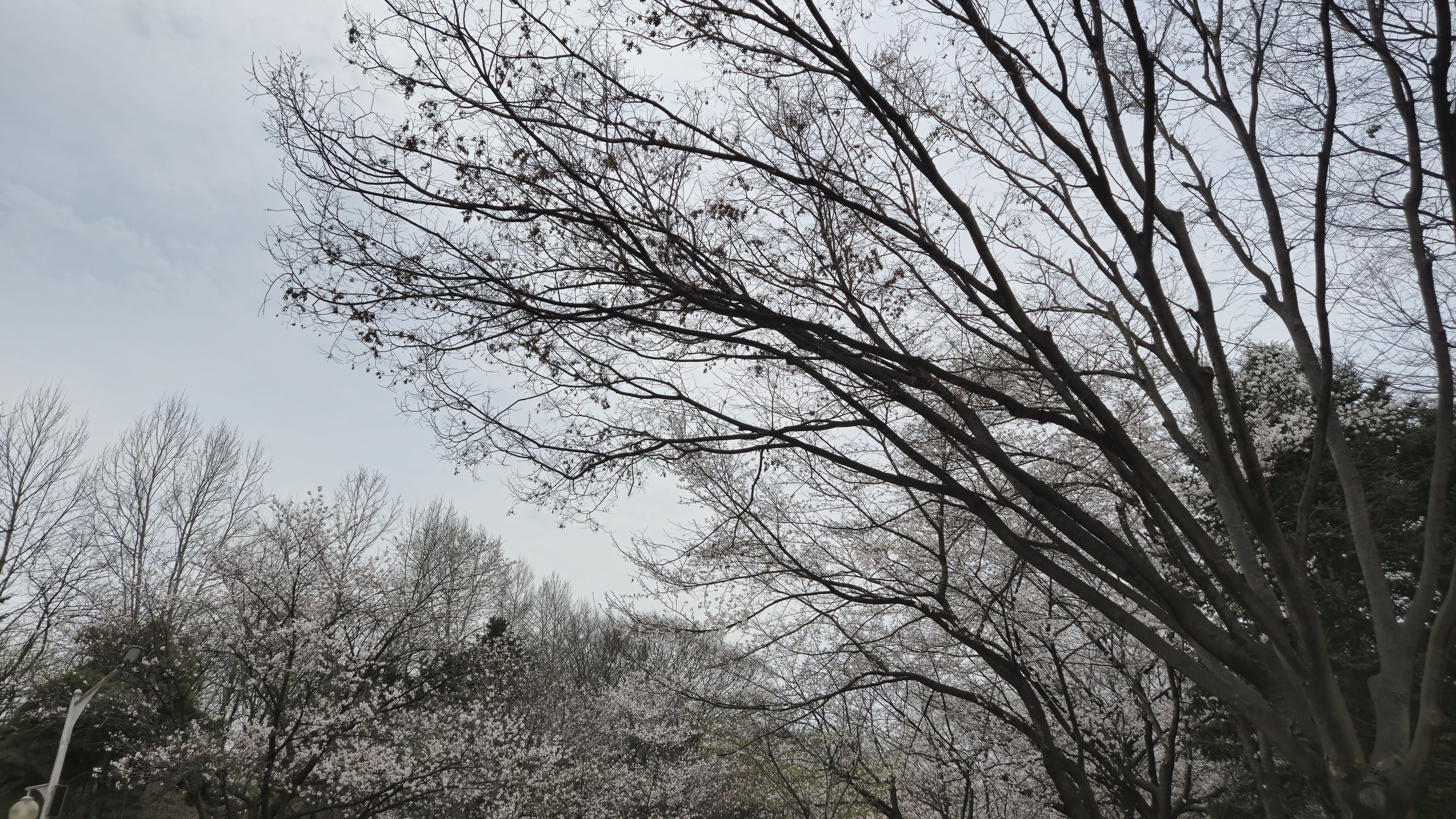
인천대공원 벚꽃나무
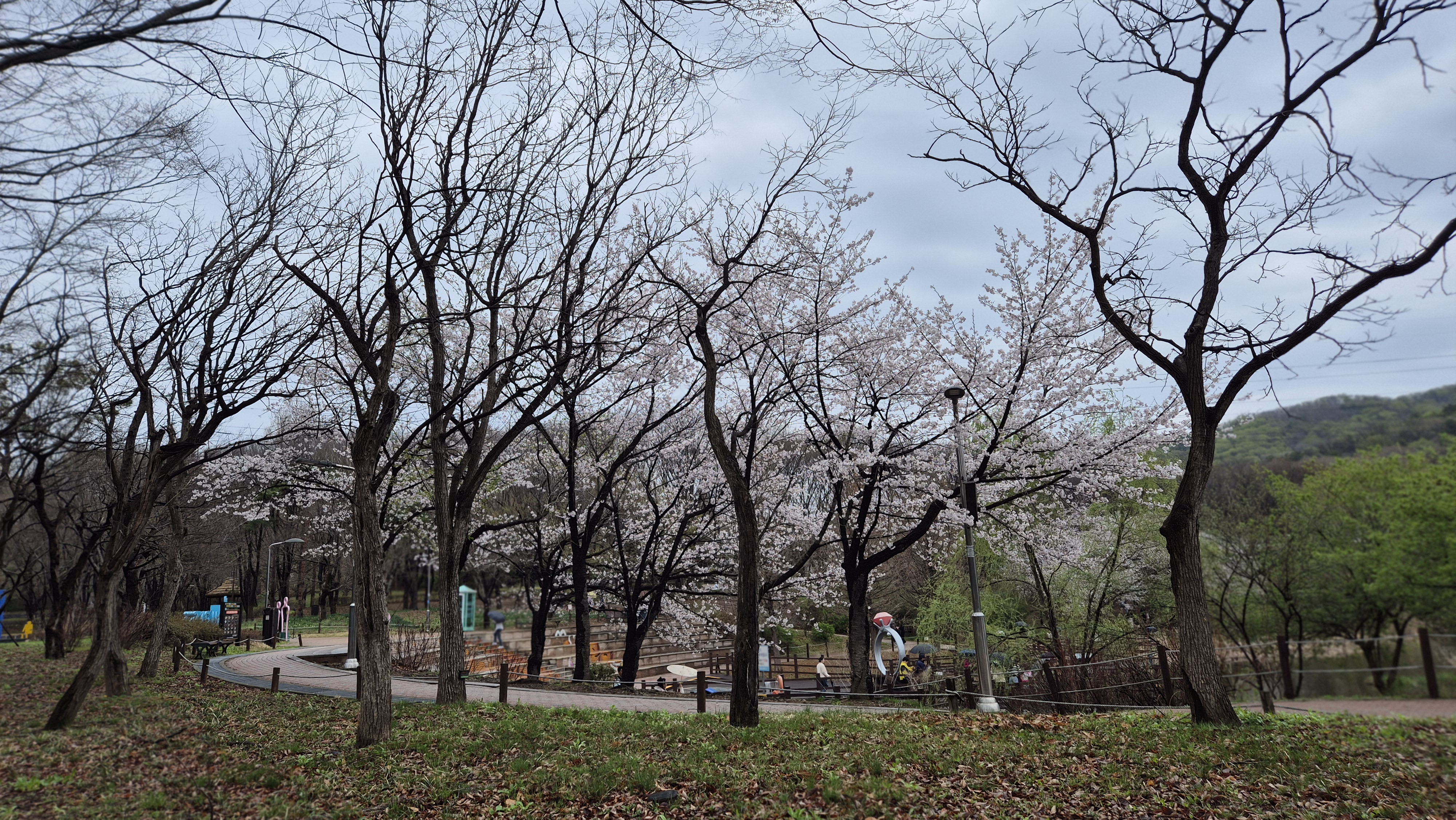
인천대공원 반지 조형물
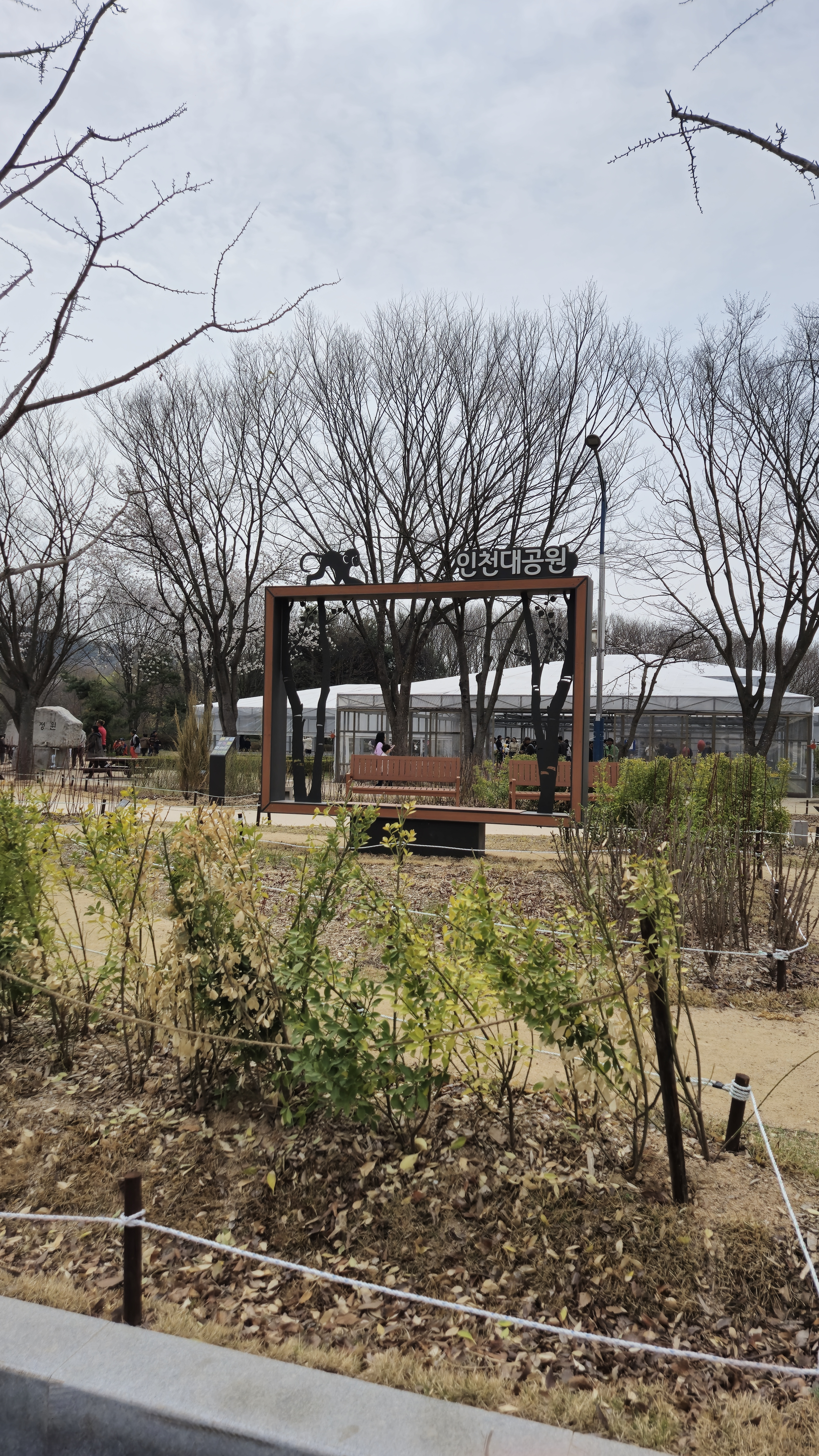
인천대공원 포토존

## 대중 문화
- UV는 2010년에 인천대공원을 소재로 삼은 노래 "인천대공원"을 2010년 4월 29일 발표했다.[8]

## 참고 문헌
- 《2023 전국 공공체육시설 현황 (2022년 12월말 기준)》. 대한민국 문화체육관광부. 2024.